# آرتور راولی
آرتور راولی (انگلیسی: Arthur Rowley; ۲۱ آوریل ۱۹۲۶ – ۱۹ دسامبر ۲۰۰۲) یک بازیکن فوتبال، و بازیکن کریکت اهل بریتانیا بود.